# Aareal Beteiligungen
Die Aareal Beteiligungen AG ist eine hundertprozentige Tochtergesellschaft der Aareal Bank mit Sitz in Frankfurt am Main. Die heutige Gesellschaft hat kein operatives Geschäft, war aber zuvor  als Corealcredit Bank (bis 2015), bzw.  AHBR – Allgemeine Hypothekenbank Rheinboden (1962 bis 2007, mit Ursprüngen im Jahr 1894 als Rheinboden Hypothekenbank) als selbständiger Immobilienfinanzierer, bzw. Hypothekenbank tätig.

## Geschichte
Die Corealcredit Bank AG ging im Jahre 2001 aus der Fusion der beiden traditionsreichen Hypothekenbanken Allgemeine Hypothekenbank AG und Rheinboden Hypothekenbank AG hervor. Die Bank firmierte zunächst als Allgemeine Hypothekenbank Rheinboden AG (AHBR) und änderte diesen Namen 2007 nach einer grundlegenden strategischen Neuausrichtung in Corealcredit Bank. 2014 wurde die Corealcredit Bank von der Aareal Bank übernommen.

### Rheinboden Hypothekenbank (Rheinboden)

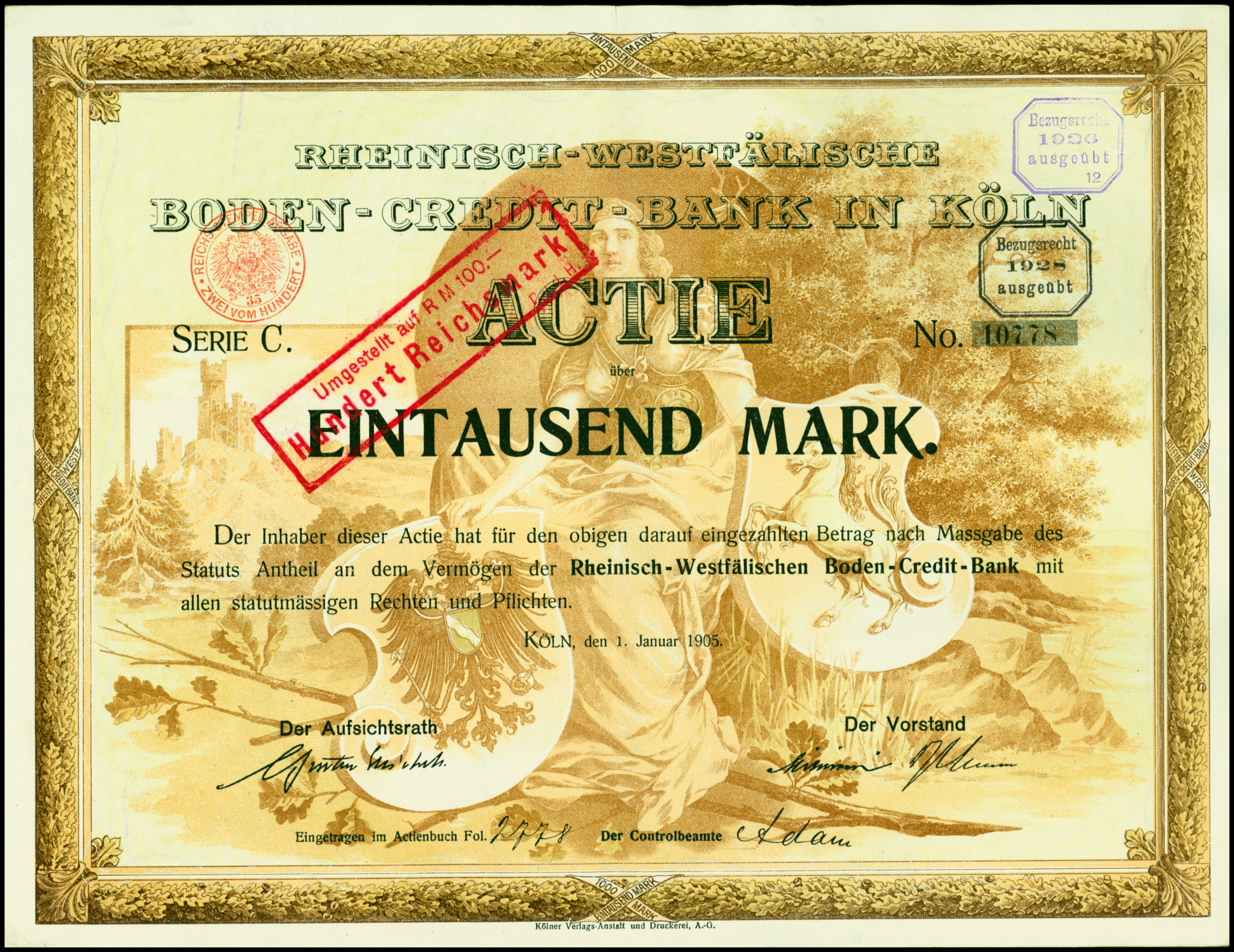
Aktie über 1000 Mark der Rheinisch-Westfälischen Boden-Credit-Bank vom 1. Januar 1905

Die Rheinboden war bis 2001 eine private Hypothekenbank mit Sitz in Köln. Das Institut wurde im Januar 1894 unter dem Namen Rheinisch-Westfälische Boden-Credit-Bank durch ein 29-köpfiges Bankenkonsortium in Köln gegründet und nahm im gleichen Jahr die Geschäftstätigkeit auf. Maßgeblich an der Gründung beteiligt war der A. Schaaffhausen’sche Bankverein. Rechtsform war die Aktiengesellschaft, auch wenn diese im ursprünglichen Namen nicht in Erscheinung trat.
Erst später wurde der Namen um den Rechtsformzusatz ergänzt. Als Kurzbezeichnung wurde besonders in Bankenkreisen allgemein Rheinboden verwendet. Das entsprach der Kurzbezeichnung anderer Hypothekenbanken, wie Südboden (Süddeutsche Bodencreditbank AG), Westboden (Westdeutsche Bodenkreditanstalt Köln) oder Centralboden (Deutsche Centralbodenkredit-Aktiengesellschaft, Berlin, später Köln), die heute infolge von Fusionen als selbständige Banken nicht mehr existieren. Durch Beschluss der Hauptversammlung am 3. Mai 1989 erfolgte im Jahr darauf die Umfirmierung in Rheinboden Hypothekenbank AG.
Die Bank gehörte über Jahrzehnte zum Einflussbereich des Bankhauses Sal. Oppenheim in Köln, das zum Teil direkt und zum Teil über andere Beteiligungen (z. B. Mehrheitsanteil der Colonia National ab 1969) die Aktienmehrheit hielt. 1971 wurde ein Konzernverhältnis zu Sal. Oppenheim begründet, die Mehrheit an Rheinboden hielt ab dem Jahr 1992 Sal. Oppenheim selbst.

### Allgemeine Hypothekenbank (AHB)
Die Allgemeine Hypothekenbank AG (AHB) wurde am 8. März 1962 mit einem Kapital von 8 Mio. DM in Köln gegründet. Großaktionäre zum Zeitpunkt der Gründung waren die gewerkschaftseigene Bank für Gemeinwirtschaft (BfG) und die Allgemeine Finanzberatung Allfina, Köln.
Im Jahre 1964 wurde der Hauptsitz nach Frankfurt am Main verlegt und Köln zur Zweigniederlassung. 1971 erfolgte der Umzug in das erste eigene Bankgebäude.
In den Jahren 1987 und 1988 verkauften die seinerzeitigen Großaktionäre BfG und Volksfürsorge ihre Aktienanteile an die Beteiligungsgesellschaft für Gemeinwirtschaft (BGAG), später umbenannt in Beteiligungsgesellschaft der Gewerkschaften AG. Am 1. April 1996 übernahm die BHW-Gruppe durch Stimmpoolvertrag mit der BGAG die unternehmerische Führung bei der AHB.
Ende der 1990er-Jahre trat die AHB am Kapitalmarkt als bedeutende Adresse am Jumbo-Pfandbriefmarkt auf, insbesondere bei der Emission öffentlicher Pfandbriefe zur Refinanzierung von Staatsfinanzierungsgeschäften. So begab das Institut im Januar 1999 als erste deutsche Hypothekenbank einen Jumbo-Pfandbrief in Euro, im August 1999 folgte die Emission eines Euro-Jumbo-Pfandbriefes über 5 Mrd. Euro, und im April 2000 emittierte die AHB den ersten e-Pfandbrief, der über spezielle Internetplattformen gezeichnet werden konnte. Ebenfalls in den Jahren 1999 und 2000 baute die AHB das internationale Immobilienkreditgeschäft auf und eröffnete Büros in London, Paris, Madrid und Amsterdam. Die Standorte New York und Mailand folgten später unter dem Namen AHBR.

### Allgemeine Hypothekenbank Rheinboden (AHBR)
Im Jahre 1999 übernahm die AHB 25,1 % des Aktienkapitals der Rheinboden, bis Mai 2000 verfügte sie über insgesamt 87,3 % der Anteile. Zum 1. Juli 2001 wurde dann die Rheinboden mit der AHB verschmolzen. Die fusionierte Bank firmierte fortan unter Allgemeine Hypothekenbank Rheinboden AG (AHBR). Die AHBR verblieb weiter im BHW-Konzern. Die Bank positionierte sich als klassische Hypothekenbank mit den Geschäftsfeldern Staatsfinanzierung sowie gewerbliche (nationale wie internationale) und private Immobilienfinanzierung.
Die AHBR geriet jedoch 2001/02 mit der einsetzenden Immobilienkrise in Deutschland und Belastungen aus dem Derivatebestand sowie erhöhten Refinanzierungskosten in eine Schieflage, aus der sie sich trotz mehrfacher Rekapitalisierungen durch die BGAG und BHW nicht selbst befreien konnte. Als Ende 2004 erneute Verluste drohten, wurde AHBR von der BaFin als systemrelevant eingestuft, die dringend eine weitere Rekapitalisierung forderte; daraufhin leitete die BGAG Anfang 2005 den Verkaufsprozess für BHW und AHBR ein. Am 25. Oktober 2005 wurde in der Öffentlichkeit bekannt, dass BHW, die bisher die unternehmerische Führung über AHBR ausübte, entgegen ursprünglichen Planungen losgelöst von den AHBR-Risiken an die Deutsche Postbank AG verkauft werden sollte; es kam zu einer Zuspitzung der Krise, als der Pfandbriefmarkt daraufhin Zeichen der Beunruhigung zeigte und einzelne Wertpapiere nicht mehr gehandelt werden konnten. Um die Liquidität des Pfandbriefmarktes sicherzustellen, musste AHBR nun unter Anleitung der BaFin durch einen Liquiditätsschirm in Höhe von 2,5 Mrd. Euro gestützt werden, den die fünf führenden deutschen privaten Großbanken kurzfristig zu gleichen Teilen zur Verfügung stellten.
Im Dezember 2005 übernahm LSF5 German Investment L.P., ein Beteiligungsfonds des amerikanischen Finanzinvestor Lone Star, die Aktienmehrheit an der AHBR; dabei wurde der Käufer weitgehend von den vergangenen Verlusten freigestellt. Im Januar 2006 stieg der Lone Star-Anteil auf 87,9 %. Lone Star-Deutschlandchef Karsten von Köller wurde im Dezember 2005 neuer Vorstandsvorsitzender der Bank. Mit Wirkung zum 1. Oktober 2006 folgte ihm Claus Nolting als Vorstandsvorsitzender nach.
Die Bank startete im Januar 2006 eine umfassende Restrukturierung, die eine Konzentration auf das Kerngeschäft der gewerblichen Immobilienfinanzierung in Deutschland, die Kostenreduzierung und den Abbau der Altlasten zum Ziel hatte. Im Juli 2006 wurde in diesem Rahmen das Auslandsgeschäft (ursprünglich ca. 3,5 Mrd. Euro) und bis Mitte 2008 der Bestand an privater Immobilienfinanzierung (ursprünglich ca. 10 Mrd. Euro) an andere Banken verkauft.

### Corealcredit Bank
Im Oktober 2006 startete das neue Geschäftsmodell der Bank unter der Marke Corealcredit. Am 6. August 2007 firmierte schließlich auch die Bank selbst in Corealcredit Bank um. Im selben Jahr schloss die Bank den maßgeblichen Teil der Restrukturierung ab und schaffte nach zwei Verlustjahren mit einem positiven Jahresergebnis den wirtschaftlichen Turnaround. Nachdem Lone Star bis August 2007 seinen Aktienanteil auf 99,93 % erhöht hatte, leitete der Hauptaktionär im November 2007 das Squeeze-out-Verfahren ein. Dieses wurde am 4. Januar 2008 von einer außerordentlichen Hauptversammlung der Bank beschlossen und am 23. Juni 2009 mit Eintragung in das Handelsregister wirksam.

### Erwerb durch die Aareal Bank
Der Aktionär der Bank LSF5 German Investments gab im Dezember 2013 bekannt, er werde seine 100-Prozent-Beteiligung an die Aareal Bank verkaufen. Die Transaktion wurde per 31. März 2014 abgeschlossen. 2015 beschlossen die Vorstände der Aareal Bank und der Corealcredit Bank, deren operatives Bankgeschäft abzuspalten und in die Muttergesellschaft zu integrieren. Die Corealcredit wurde danach zu einer Tochtergesellschaft ohne operatives Geschäft, ihr bisheriger Standort Frankfurt zu einer Filiale der Aareal Bank. Zum 17. Juni 2015 wurde die Firma der Gesellschaft in „Aareal Beteiligungen AG“ geändert.